# Quasi-Park Narodowy Hiba-Dōgo-Taishaku
Quasi-Park Narodowy Hiba-Dōgo-Taishaku (jap. 比婆道後帝釈国定公園 Hiba-Dōgo-Taishaku Kokutei Kōen) – quasi-park narodowy na Honsiu (Honshū), w Japonii.
Park obejmuje tereny usytuowane w trzech prefekturach: Shimane, Tottori, Hiroszima, o łącznym obszarze 78,08 km².. Na terenie parku znajdują się m.in.: góra Dōgo-san (1 269 m), góra Hiba-yama (1 264 m), sztuczne jezioro Shinryū-ko, dolina rzeki Taishaku (Taishaku-kyō) i jej przełomy.
Park jest klasyfikowany jako chroniący krajobraz (kategoria V) według IUCN.
Obszar ten został wyznaczony jako quasi-park narodowy 24 lipca 1963. Podobnie jak wszystkie quasi-parki narodowe w Japonii, jest zarządzany przez samorząd lokalny prefektury.